# Leo Beránek
Leo Beránek (* 21. června 1990 Praha) je český rapper, vystupující od roku 2009 pod zkráceným jménem Leo. Proslavil se převážně díky reality show Hotel Paradise, vysílané v roce 2012 na televizní stanici Prima Love. Po účasti v této reality show natočil několik dalších videoklipů, které měly miliony zhlédnutí.
V roce 2021 vydal své druhé sólové album s názvem BERTENA (romský překlad slova vězení), které nahrál kompletně za mřížemi věznice Pankrác. Za kontroverzní videoklip ke skladbě Kluci z Basy, která pochází ze zmíněného alba, byl převezen do věznice Horní Slavkov, kde byl za trest tři měsíce izolován v takzvané "díře".

## Osobní život
Po ukončení školní docházky na branické základní škole Jílovská šel studovat pražskou hotelovou školu, kterou nedokončil na základě vysoké absence.
Během dospívání se začal věnovat thajskému boxu, který trénoval v libeňském sportovním oddíle KTSO Praha J.V.
Po návratu z vězení v roce 2015 se oženil s fotomodelkou a pornoherečkou Konstance Hozakovou (známá pod pseudonymem Connie Hozak), se kterou zplodil dceru Violette, po nedlouhé době však manželství skončilo rozvodem. 
Jeho otcem je pražský podnikatel a milionář Leo Beránek starší. Má sestru Gitu.  

### Problémy se zákonem
Na předávacím ceremoniálu Zlatý David v klubu Roxy plivl na moderátora a následně před klubem zmlátil jednoho člověka. Za toto napadení ho poslal soud na rok do vězení.
K dalším napadením pak došlo v roce 2018 a za to ho soud v roce 2020 poslal na šest let do vězení.

## Diskografie

### Studiová alba
| Rok  | Album                                                                       | Nejvyšší umístění v hitparádě | Nejvyšší umístění v hitparádě | Ocenění |
| Rok  | Album                                                                       | CZ TOP 100                    | SK TOP 100                    | Ocenění |
| ---- | --------------------------------------------------------------------------- | ----------------------------- | ----------------------------- | ------- |
| 2012 | Nová doba - Vydáno: 15. listopadu 2012 - Vydavatel: Hardworkz Entertainment | —                             | —                             |         |
| 2021 | BERTENA - Vydáno: 22. prosince 2021 - Vydavatel: 13 1/2 FAMILY              | —                             | —                             |         |

### Singly a další písně
- GAUNER (2022, feat. Libor Bucher, Erik Svoboda Gamboa & NATALKAN)
- Kluci z Basy (2021)
- Moje víla (2014)
- Svoboda (2014, feat. Otto Ferocity)
- Story (2013, feat. Denny K.)
- Křídla (2013)
- No stress (2013)
- Baví mě hrát (2013, feat. Sharlota)
- BO$$ (2013, feat. Metrix)
- Bullwar (2013)
- Chci mít (2013)
- Superman (2013)
- Easy (2012, feat. Idony a Kaolack)
- Jedem na privát (2012, feat. Dezert)
- Proč (2012)
- Náš Gym (2011, feat. Dezert)
- Bounce Bounce (2009)

## Ocenění
V roce 2012 mu byla udělena anticena české hudební scény Zlatý David za nejhoršího zpěváka roku.